# Satellites LV
Satellites LV é uma banda de indie rock formada em 1996 na cidade do Riga. a banda esta lideirada pelos irmãos Janis e Edgars Zilde, é uma das bandas mais importantes do rock em Letonia.

## Integrantes

### Formação atual
- Janis Zilde - vocal, guitarra
- Edgars Zilde vocal de apoio, guitarra, teclados, sintetizador
- Toms Ostrovskis - baixo
- Mareks Ameriks - bateria, percussão
- Ervings Znotins - teclados

## Discografia

### Álbuns de estudio
- 1997: Piens
- 2001: Kind of Glue
- 2009: Bezvadu
- 2009: Vadu
- 2012: Pagrīdē

### Singles
em inglés
- Happy to Follow
- This Is More Than You Could Ever Hope/Move Inside
- Kind of Glue
- I Wish I Was A Beach Boy

em letão
- Blanka, Augstāk!
- Nekad nekad
- Disko
- Baseins
- Publiskā vieta
- Dienas Gaismas Detaļas
- Karavirini
- Pirmais
- Policija brauc!